# Jo Durie
Jo Durie (Bristol, 27 luglio 1960) è un'ex tennista britannica.

## Carriera
A livello juniores si fa notare per la semifinale raggiunta a Wimbledon 1978 dove si arrende a Tracy Austin, futura campionessa.
Tra i professionisti il suo anno migliore è il 1983, raggiunge i quarti di finale agli Australian Open (sconfitta in tre set da Martina Navrátilová), la semifinale al Roland Garros (sconfitta, nuovamente in tre set, da Mima Jaušovec) e semifinale agli US Open. Nel gennaio 1984 grazie ai risultati della stagione precedente raggiunge la sua migliore posizione in classifica con il quinto posto.
I risultati migliori negli Slam li ottiene nel doppio misto dove, insieme a Jeremy Bates, conquista Wimbledon 1987 e gli Australian Open 1991.
In Fed Cup gioca un totale di cinquantasei match con la squadra britannica vincendone trentaquattro.

## Statistiche

### Singolare

#### Vittorie (2)
| No. | Data             | Torneo                       | Superficie | Avversaria in finale | Punteggio     |
| 1.  | 28 agosto 1983   | WTA New Jersey, Mahwah       | Cemento    | Hana Mandlíková      | 2–6, 7–5, 6–4 |
| 2.  | 18 dicembre 1983 | New South Wales Open, Sydney | Erba       | Kathy Jordan         | 6-3, 7-5      |

### Doppio

#### Vittorie (5)
| No. | Data           | Torneo                           | Superficie  | Compagna          | Avversarie in finale            | Punteggio     |
| 1.  | 13 giugno 1982 | DFS Classic, Birmingham          | Erba        | Anne Hobbs        | Rosie Casals Wendy Turnbull     | 6-3, 6-2      |
| 2.  | 20 marzo 1983  | Virginia Slims of Boston, Boston | Sintetico   | Ann Kiyomura      | Kathy Jordan Anne Smith         | 6-3, 6-1      |
| 3.  | 23 maggio 1983 | WTA German Open, Berlino         | Terra rossa | Anne Hobbs        | Claudia Kohde Kilsch Eva Pfaff  | 6-4, 7-6      |
| 4.  | 28 agosto 1983 | WTA New Jersey, Mahwah           | Cemento     | Sharon Walsh      | Rosalyn Fairbank Candy Reynolds | 4–6, 7–5, 6–3 |
| 5.  | 6 maggio 1990  | Singapore Open, Singapore        | Sintetico   | Jill Hetherington | Pascale Paradis Catherine Suire | 6-4, 6-1      |